# Niambia eburnea
Niambia eburnea là một loài chân đều trong họ Platyarthridae. Loài này được Vandel miêu tả khoa học năm 1953.